# 別海フライトパーク
別海フライトパーク（べっかいフライトパーク）は、北海道野付郡別海町にある場外離着陸場である。

## 概要
同好者が集まったクラブ「鳥になりたい会」により運営されている。軽飛行機やモーターグライダーの操縦を楽しむ飛行機部と、ＲＣ飛行機/ヘリ/マルチコプターなどを楽しむラジコン部があり、地域発展や活性化のための活動も行っている。また、ドクターヘリなどの緊急時の離着陸場にも指定されている。

## 沿革
- 1987年 - 旧日本軍の計根別第1飛行場の一部を利用してマイクロライトプレーンの販売会社によって開設される
- 1992年 - 販売会社が解散した事によりクラブ「鳥になりたい会」を発足し飛行場の運営を引継ぐ
- 1997年 - モーターグライダーの運航を開始。同年、滑走路を380mから560mに拡張
- 2004年 - 滑走路北側を過走帯として140m延長。ラジコン部発足。

## 事故
- 2015年7月20日午後0時過ぎ4人乗りの軽飛行機が丘珠空港へ向かうため離陸したが、直後約10メートルの高さから失速し墜落した。事故原因は操縦ミスでフラップの操作を誤ったとみられる。この事故で4人が重軽傷を負った。[1][2][3]